# Adam Slemon
Adam Slemon ist ein US-amerikanischer Schauspieler und Filmschaffender.

## Leben
Slemon stammt von der US-amerikanischen Ostküste. Er machte seinen Bachelor of Arts in Theater und Massenkommunikation an der University of Hartford. Ab 2010 begann er, in ersten Kurzfilmproduktionen mitzuwirken. 2014 gab er im Film Ever sein Spielfilmdebüt. 2014 spielte er im Kurzfilm Roll Again mit, der 2016 auf dem Gen Con Film Festival als bester Kurzfilm ausgezeichnet wurde. 2015 war er in einer kleinen Rolle im Spielfilm Bloodsucking Bastards – Mein Boss ist ein Blutsauger. Seit 2022 stellt er in der Fernsehserie The Dungeon Run die Rolle des Cristobal De La Cruz dar, wirkte allerdings auch in anderen Rollen in der Fernsehserie mit. 2024 spielte er im Horrorfilm Easter Bloody Easter die Rolle des Mayor Lou. Im selben Jahr war er im Horrorfilm Monster Mash in der größeren Rolle der Mumie Ramesses zu sehen.
Seit 2010 ist Slemon auch als Produzent von Kurzfilmen und Fernsehspezialausgaben tätig.

## Filmografie (Auswahl)

### Schauspiel
- 2010: Another Life (Kurzfilm)
- 2013: Zero Sight: Bad Call (Kurzfilm)
- 2013: Rock (Kurzfilm)
- 2014: Harassment (Kurzfilm)
- 2014: Ever
- 2014: The Art of Color (Kurzfilm)
- 2014: Unchecked Ego (Kurzfilm)
- 2014: Roll Again (Kurzfilm)
- 2015: Bloodsucking Bastards – Mein Boss ist ein Blutsauger (Bloodsucking Bastards)
- 2015: Angie + Zahra (Kurzfilm)
- 2017: Was It Rape Then? (Kurzfilm)
- 2017: One Fell Swoop (Kurzfilm)
- 2020: A Few Good Pizzas (Kurzfilm)
- 2022: Jester Must Die (Kurzfilm)
- seit 2022: The Dungeon Run (Fernsehserie, verschiedene Rollen)
- 2024: Easter Bloody Easter
- 2024: Monster Mash
- 2024: The South Jersey Horror Podcast (Podcast, Episode 4x34)

### Produktion
- 2010: McChitlins (Kurzfilm)
- 2013: Rock (Kurzfilm)
- 2014: Harassment (Kurzfilm)
- 2014: True Colors (Kurzfilm)
- 2014: Unchecked Ego (Kurzfilm)
- 2016: Lady Clinton (Kurzfilm)
- 2019: Holidays Unwrapped: A Disney Channel Music Event (Fernsehspezial)
- 2019: iHeartRadio Jingle Ball (Fernsehspezial)
- 2020: Volcano Live! with Nik Wallenda (Fernsehspezial)
- 2020: Die Musik von COCO – Lebendiger als das Leben (A Celebration of the Music from Coco, Fernsehspezial)
- 2020: One World: Together at Home (Fernsehspezial)
- 2020: Graduate Together: America Honors the High School Class of 2020 (Fernsehspezial)
- 2020: Dear Class of 2020
- 2020: Yearly Departed (Fernsehspezial)
- 2021: 36th Film Independent Spirit Awards (Fernsehfilm)
- 2021: VAX LIVE: The Concert to Reunite the World (Fernsehspezial)
- 2021: The Queen Family Singalong (Fernsehspezial)
- 2021: Ein Abend mit Adele (Adele One Night Only, Fernsehspezial)
- 2021: Yearly Departed (Fernsehspezial)
- 2022: Jester Must Die (Kurzfilm)
- 2022: Step Into... The Movies (Fernsehspezial)
- 2022: iHeartRadio Music Awards (Fernsehspezial)
- 2022: Die 94. Oscar-Verleihung (The Oscars, Fernsehspezial)
- 2022: Nickelodeon Kids’ Choice Awards 2022 (Fernsehspezial)
- 2022: 2022 Billboard Music Awards
- 2022: Harry Styles: One Night Only in New York (Fernsehspezial)
- 2022: AFI Life Achievement Award (Miniserie, Episode 1x48)
- 2022: Harmonious Live! (Fernsehspezial)
- 2022: The 2022 Rock & Roll Hall of Fame Induction Ceremony (Fernsehspezial)
- 2022: Savage x Fenty Show Vol. 4 (Fernsehspezial)
- 2022: Elton John Live: Abschied vom Dodger Stadium (Elton John Live: Farewell from Dodger Stadium, Fernsehspezial)
- 2022: American Music Awards 2022 (Fernsehspezial)
- 2022: The Hip Hop Nutcracker (Fernsehspezial)
- 2022: Die wunderbare Welt von Disney: Magische Feiertagsfeier (The Wonderful World of Disney: Magical Holiday Celebration, Fernsehspezial)
- 2022: The 45th Annual Kennedy Center Honors (Fernsehspezial)
- 2023: Matt Rife: Natural Selection (Fernsehspezial)
- 2023: Barry Manilow’s A Very Barry Christmas (Fernsehspezial)
- 2023: Dick Van Dyke 98 Years of Magic (Fernsehspezial)
- 2023: 40th Anniversary Disney Parks Magical Christmas Day Parade (Fernsehspezial)

## Theater (Auswahl)
- The Tavern, Henry Strater Theatre
- Forever Plaid, Table Top Mountain Casino
- Conduct Of Life, NYC Midtown Theatre Festival
- Ms. Nelson Has a Field Day National Tour, Omaha Theatre Company
- Christmas To Come, Know Theatre
- Much Ado About Nothing, Cincinnati Shakespeare Company
- 1776, Landmark Productions
- Christmas To Come, Know Theatre
- Berenstain Bears National Tour, Omaha Theatre Company
- Visiting Mr. Green, Red Barn Theatre
- Don’t Hug Me, Red Barn Theater
- Christmas Yet to Come, Know Theatre
- Mack and Mabel, Ensemble Theatre of Cincinnati
- Cinderella (World Premiere Musical), Ensemble Theatre of Cincinnat
- Intimate Apparel, Ensemble Theatre of Cincinnat
- Fun, Queen City Off-Broadway
- Expectations of Christmas, Ensemble Theatre of Cincinnat
- Las Meninas, Women’s Theatre Initiative
- Native American Heroes, Hampstead Players
- Kidnapped, Hampstead Players